# آدم لوري
آدم لوري (بالإنجليزية: Adam Lowry)‏ هو لاعب هوكي الجليد أمريكي وكندي، ولد في 29 مارس 1993 في سانت لويس في الولايات المتحدة.

## وصلات خارجية
- آدم لوري على موقع دوري الهوكي الوطني (الإنجليزية)
- آدم لوري على موقع EliteProspects.com (الإنجليزية)
- آدم لوري على موقع HockeyDB.com (الإنجليزية)
- آدم لوري على موقع Hockey-Reference.com (الإنجليزية)